# Addison Richards
Pour les articles homonymes, voir Richards.
Addison Richards (1887-1964) est un acteur américain.

## Filmographie partielle
- 1934 : Le Cabochard (The St. Louis Kid) de Ray Enright
- 1934 : Notre pain quotidien (Our Daily Bread) de King Vidor : Louie Fuente
- 1935 : L'Enfant de la forêt (Freckles) d'Edward Killy et William Hamilton : Jack Carter
- 1935 : A Dog of Flanders d'Edward Sloman : M. Herden
- 1935 : Émeutes (Frisco Kid) de Lloyd Bacon : Coleman
- 1936 : The Case of the Velvet Claws de William Clemens : Frank Locke
- 1936 : L'Or maudit (Sutter's Gold) de James Cruze
- 1936 : Le Mort qui marche (The Walking Dead) de Michael Curtiz : Le gardien de prison
- 1936 : Brumes (Ceiling Zero) d'Howard Hawks : Fred
- 1936 : The Law in Her Hands de William Clemens
- 1937 : Smart Blonde de Frank McDonald : Fitz Mularkey
- 1937 : La Légion noire (Black Legion) d'Archie Mayo : Procureur de la République
- 1937 : Ready, Willing and Able de Ray Enright
- 1937 : La Loi de la forêt (God's Country and the Woman) de William Keighley
- 1937 : L'Île du diable (Alcatraz Island), de William C. McGann
- 1938 : Des hommes sont nés (Boys Town) de Norman Taurog : Le Juge
- 1938 : Accidents Will Happen
- 1938 : Alerte au bagne (Prison Nurse) de James Cruze
- 1938 : L'Île des angoisses (Gateway) d'Alfred L. Werker
- 1939 : Nick Carter, Master Detective de Jacques Tourneur : Streeter
- 1939 : Tonnerre sur l'Atlantique (Thunder Afloat) de George B. Seitz
- 1939 : Agent double (Espionage Agent) de Lloyd Bacon : Bruce Corvall
- 1940 : Mon petit poussin chéri (My Little Chickadee) de Edward F. Cline : Le Juge
- 1940 : Le Grand Passage (Northwest Passage) de King Vidor : Lt Crofton
- 1940 : La Vie de Thomas Edison (Edison, the Man) de Clarence Brown : M. Johnson
- 1940 : L'Appel des ailes (Flight Command), de Frank Borzage
- 1940 : André Hardy va dans le monde (Andy Hardy Meets Debutante) de George B. Seitz : George Benedict
- 1940 : Arizona de Wesley Ruggles : Le capitaine Hunter
- 1940 : Nuits birmanes (Moon Over Burma) de Louis King : Art Bryan
- 1940 : Le Poignard mystérieux (Slightly Honorable) de Tay Garnett : Inspecteur Melvyn Fromm
- 1941 : Le Grand Mensonge (The Great Lie) de Edmund Goulding : Mr. Talbot
- 1941 : Texas, de George Marshall
- 1941 : Évitons le scandale ! (Design for Scandal) de Norman Taurog
- 1941 : Des hommes vivront (Men of Boys Town) de Norman Taurog : Le Juge
- 1941 : Son premier baiser (Her First Beau) de Theodore Reed
- 1942 : Shanghaï, nid d'espions[1] (Secret Agent of Japan) d'Irving Pichel
- 1942 : Espionne aux enchères (The Lady Has Plans) de Sidney Lanfield : Paul Baker
- 1942 : Les Tigres volants (Flying Tigers) de David Miller : Colonel Lindsay
- 1942 : Fantômes déchaînés (A-Haunting We Will Go)
- 1942 : Blue, White and Perfect d'Herbert I. Leeds
- 1943 : Un nommé Joe (A Guy Named Joe) de Victor Fleming : Major Corbett
- 1943 : Mystery Broadcast de George Sherman
- 1943 : Air Force de Howard Hawks : Major Daniels
- 1944 : La Malédiction de la Momie (The Mummy's Curse) de Leslie Goodwins : Pat Walsh
- 1945 : Bells of Rosarita de Frank McDonald
- 1945 : Trahison japonaise (Betrayal from the East)
- 1946 : The Hoodlum Saint de Norman Taurog : Révérend Miller
- 1946 : Peines de cœur (Love Laughs at Andy Hardy) de Willis Goldbeck
- 1948 : Lulu Belle (Lulu Belle) de Leslie Fenton : Commissaire de police John Dixon
- 1947 : Monsieur Verdoux de Charlie Chaplin : M. Millet
- 1948 : Reaching from Heaven de Frank R. Strayer : Max Bradley
- 1950 : Éclaireur indien (en) (Davy Crockett, Indian Scout) de Lew Landers : Capitaine Weightman
- 1955 : Le Témoin à abattre (Illegal) de Lewis Allen : Steve Harper
- 1955 : Fort Yuma de Lesley Selander : Général Crook
- 1956 : L'Homme de San Carlos (Walk the Proud Land) de Jesse Hibbs : Gouverneur Safford
- 1956 : Everything But the Truth de Jerry Hopper : Roger Connolly
- 1956 : La Vengeance de l'Indien (Reprisal !) de George Sherman : Le Juge
- 1957 : Gunsight Ridge de Francis D. Lyon : Shérif Tom Jones
- 1963 : Les Téméraires (The Riders) de Herschel Daugherty : Huntington Lawford

## Télévision Partiel
- 1958-1959 : Au nom de la loi (Wanted Dead or Alive) (série TV) Saison 1 épisode 6 : Doctor
- 1960 : Au nom de la loi : saison 2 épisode 31 (Le Banquier/ Pay off at Pinto) : Docteur John Allen